# Shuta Kikuchi
Shuta Kikuchi (japanisch 菊地 脩太 Kikuchi Shuta; * 16. August 2003 in Shizuoka, Präfektur Shizuoka) ist ein japanischer Fußballspieler.

## Karriere

### Verein
Shuta Kikuchi erlernte das Fußballspielen in den Jugendmannschaften von Shimizu Club und Shimizu S-Pulse. Bei S-Puls unterschrieb er am 1. Februar 2022 seinen ersten Vertrag. Der Verein aus Shimizu spielte in der ersten Liga, der J1 League. Im Juli 2022 wechselte er auf Leihbasis zum Zweitligisten V-Varen Nagasaki. Sein Zweitligadebüt für den Verein aus Nagasaki gab Shuta Kikuchi am 3. September 2022 (34. Spieltag) im Auswärtsspiel gegen JEF United Ichihara Chiba. Bei dem 1:0-Erfolg stand er in der Startelf und spielte die kompletten 90 Minuten. Insgesamt stand er 2022 zweimal in der zweiten Liga auf dem Spielfeld. Nach der Ausleihe kehrte er zu S-Pulse, die am Ende der Saison 2022 in die zweite Liga abgestiegen sind, zurück. In der folgenden Spielzeit kam der Innenverteidiger nur in vier Pokalspielen zum Einsatz. Zur Saison 2024 wurde Kikuchi dann an den Zweitligisten Montedio Yamagata verliehen. Hier bestritt er zwei Ligaspiele. Die Saison 2025 lieh ihn der Drittligist FC Ryūkyū aus.

### Nationalmannschaft
Shuta Kikuchi absolvierte seit 2022 bisher insgesamt zehn Partien für die japanische U-20-Nationalmannschaft, davon vier Begegnungen während der Asienmeisterschaft 2023 in Usbekistan, wo man im Halbfinale am Irak (5:7 n. E.) scheiterte. Bei der folgenden Weltmeisterschaft im gleichen Jahr stand er zwar im Kader der Japaner, kam jedoch während des Turniers in Argentinien nicht zum Einsatz.